# Palaeorhiza eximia
Palaeorhiza eximia là một loài Hymenoptera trong họ Colletidae. Loài này được Smith mô tả khoa học năm 1861.